# Узини
Узини (итал. Usini) је насеље у Италији у округу Сасари, региону Сардинија.
Према процени из 2011. у насељу је живело 4186 становника. Насеље се налази на надморској висини од 201 м.

## Становништво
Према резултатима пописа становништва 2011. у општини је живело 4.321 становника.
| 1931. | 1936. | 1951. | 1961. | 1971. | 1981. | 1991. | 2001. | 2011. |
| ----- | ----- | ----- | ----- | ----- | ----- | ----- | ----- | ----- |
| 2.508 | 2.704 | 3.007 | 2.964 | 3.171 | 3.522 | 3.625 | 3.748 | 4.321 |